# Doloclanes ulmeri
Doloclanes ulmeri är en nattsländeart som först beskrevs av Ross 1956.  Doloclanes ulmeri ingår i släktet Doloclanes och familjen stengömmenattsländor. Inga underarter finns listade i Catalogue of Life.